# 圭亚那社会党
圭亚那社会党（法語：Parti socialiste guyanais，缩写为PSG）是法属圭亚那的一个民主社会主义政党。该党成立于1956年，创始人是贾斯坦·卡塔耶。该党是一个独立政党，不是法国社会党的分支。